# Carrollton (Georgia)
Carrollton ist eine Stadt und zudem der County Seat des Carroll County im US-Bundesstaat Georgia mit 26.738 Einwohnern (Stand: Volkszählung 2020).

## Geographie
Carrollton liegt rund 70 Kilometer westlich von Atlanta am Ufer des Little Tallapoosa River.

## Geschichte
Die Stadt wurde am 22. Dezember 1829 gegründet. 1874 wurde Carrollton durch die Chattanooga, Rome and Columbus Railroad an die Eisenbahn angebunden. 1906 wurde die University of West Georgia in Carrollton gegründet. Am 21. August 1995 stürzte der Atlantic-Southeast-Airlines-Flug 529 in der Nähe der Stadt ab.

## Demographische Daten
Laut der Volkszählung von 2010 verteilten sich die damaligen 24.388 Einwohner auf 8.398 bewohnte Haushalte, was einen Schnitt von 2,51 Personen pro Haushalt ergibt. Insgesamt bestehen 9.734 Haushalte. 
54,6 % der Haushalte waren Familienhaushalte (bestehend aus verheirateten Paaren mit oder ohne Nachkommen bzw. einem Elternteil mit Nachkomme) mit einer durchschnittlichen Größe von 3,10 Personen. In 31,3 % aller Haushalte lebten Kinder unter 18 Jahren sowie in 21,7 % aller Haushalte Personen mit mindestens 65 Jahren.
30,1 % der Bevölkerung waren jünger als 20 Jahre, 38,6 % waren 20 bis 39 Jahre alt, 18,1 % waren 40 bis 59 Jahre alt und 13,2 % waren mindestens 60 Jahre alt. Das mittlere Alter betrug 26 Jahre. 47,5 % der Bevölkerung waren männlich und 52,5 % weiblich.
58,4 % der Bevölkerung bezeichneten sich als Weiße, 31,9 % als Afroamerikaner, 0,4 % als Indianer und 1,4 % als Asian Americans. 5,1 % gaben die Angehörigkeit zu einer anderen Ethnie und 2,8 % zu mehreren Ethnien an. 10,8 % der Bevölkerung bestand aus Hispanics oder Latinos.
Das durchschnittliche Jahreseinkommen pro Haushalt lag bei 37.074 USD, dabei lebten 25,8 % der Bevölkerung unter der Armutsgrenze.

## Sehenswürdigkeiten

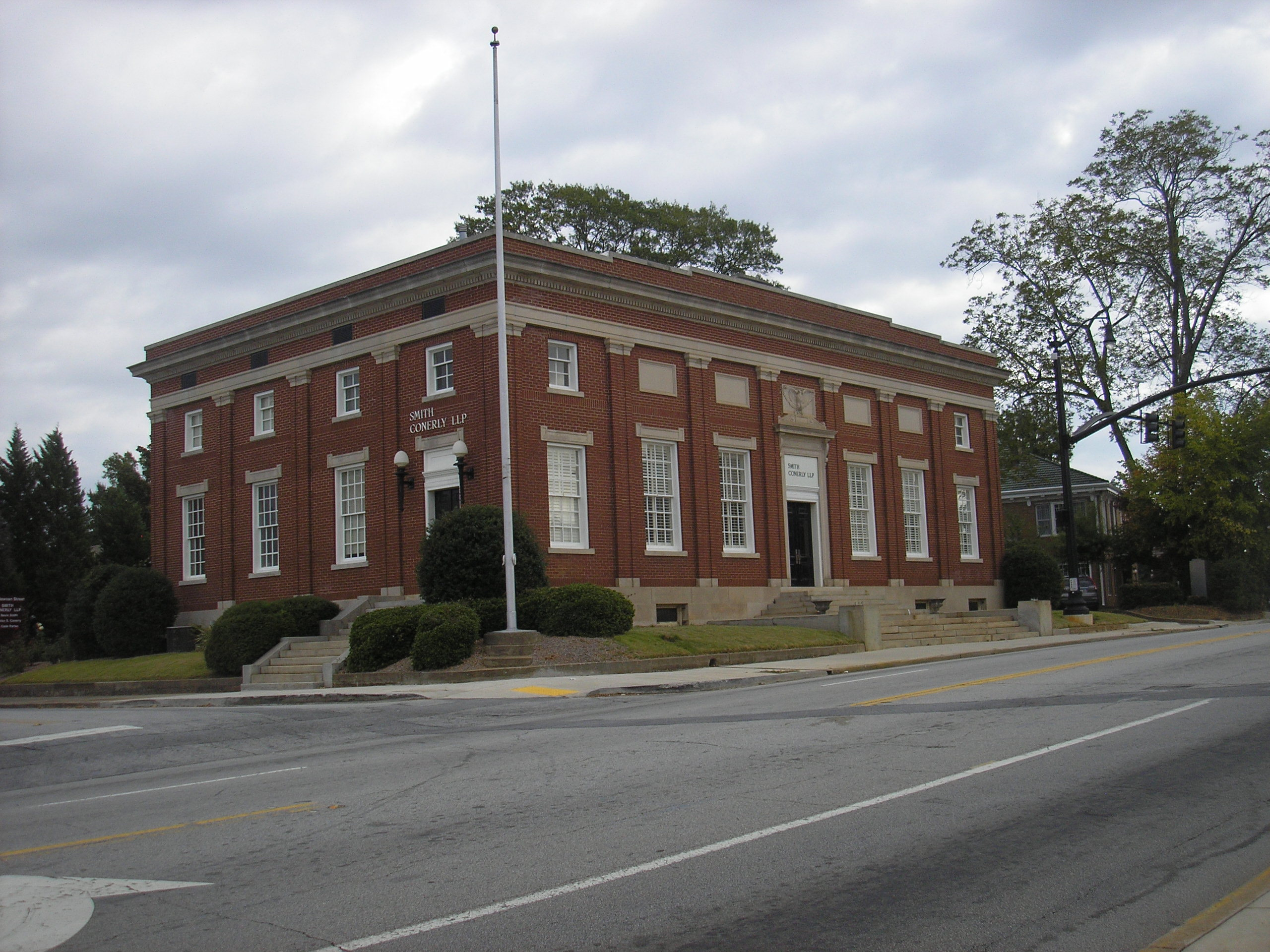
U.S. Post Office

Folgende Objekte sind im National Register of Historic Places gelistet:
| - Bonner-Sharp-Gunn House - Burns Quarry - Carroll County Courthouse - Carrollton Downtown Historic District - Folds, Eric Vernon, House | - Lawler Hosiery Mill - Mandeville Mills and Mill Village Historic District - South Carrollton Residential Historic District - United States Post Office |

## Verkehr
Carrollton wird vom U.S. Highway 27 sowie von den Georgia State Routes 16, 113 und 166 durchquert. Der nächste Flughafen ist der Flughafen Atlanta (rund 70 km östlich).

## Kriminalität
Die Kriminalitätsrate lag im Jahr 2010 mit 621 Punkten (US-Durchschnitt: 266 Punkte) im hohen Bereich. Es gab zwei Morde, 13 Vergewaltigungen, 27 Raubüberfälle, 276 Körperverletzungen, 253 Einbrüche, 1107 Diebstähle, 40 Autodiebstähle und zehn Brandstiftungen.

## Söhne und Töchter der Stadt
- Catherine Hardy (1930–2017), Leichtathletin und Olympiasiegerin
- Sibby Flowers (* 1963), Gewichtheberin